# Циркунівська сільська рада
Циркуні́вська сільська́ ра́да — адміністративно-територіальна одиниця та орган місцевого самоврядування в Харківському районі Харківської області. Адміністративний центр — село Циркуни.

## Загальні відомості
Циркунівська сільська рада утворена в 1920 році.
- Територія ради: 58,64 км²
- Населення ради: 6 359 осіб (станом на 2001 рік)
- Територією ради протікає річка Харків.

## Населені пункти
Сільській раді підпорядковані населені пункти:
- с. Циркуни
- с. Бутенкове
- с. Михайлівка
- с. Олександрівка
- с. Черняки

## Колишні населені пункти
- Ключки

## Склад ради
Рада складається з 32 депутатів та голови.
- Голова ради: Микола Васильович Сікаленко
- Секретар ради: Алла Сергіївна Шмалько

### Керівний склад попередніх скликань
| Прізвище, ім'я, по батькові | Основні відомості                                                         | Дата обрання | Дата звільнення |
| --------------------------- | ------------------------------------------------------------------------- | ------------ | --------------- |
| Самойлова Тетяна Василівна  | Сільський голова, 1962 року народження, освіта вища, позапартійна         | 26.03.2006   | 31.10.2010      |
| Самойлова Тетяна Василівна  | Сільський голова, 1962 року народження, освіта вища, член Партії регіонів | 31.10.2010   | 25.10.2015      |
| Сікаленко Микола Васильович | Сільський голова, 1958 року народження, освіта вища, безпартійний         | 25.10.2015   |                 |

Примітка: таблиця складена за даними сайту Верховної Ради України

### Депутати
За результатами місцевих виборів 2010 року депутатами ради стали:

#### За суб'єктами висування
| Суб'єкт висування                    | Кількість обраних депутатів | %    |
| ------------------------------------ | --------------------------- | ---- |
| Партія регіонів                      | 16                          | 50   |
| Самовисування                        | 9                           | 28,1 |
| Комуністична партія України          | 3                           | 9,4  |
| Політична партія «Сильна Україна»    | 3                           | 9,4  |
| Всеукраїнська партія Народної Довіри | 1                           | 3,1  |

#### За округами
| № округу                             | Прізвище, ім'я, по батькові        | Дата визнання обраним | Освіта             | Партійна приналежність                        | Відомості про обраного депутата                                                       |
| ------------------------------------ | ---------------------------------- | --------------------- | ------------------ | --------------------------------------------- | ------------------------------------------------------------------------------------- |
| Всеукраїнська партія Народної Довіри |                                    |                       |                    |                                               |                                                                                       |
| 4                                    | Іскандеров Рафаїль Габдулвахітович | 02.11.2010            | вища               | член Всеукраїнської партії Народної Довіри    | ТОВ"НВП Моноліт Енерго"                                                               |
| Комуністична партія України          |                                    |                       |                    |                                               |                                                                                       |
| 7                                    | Андросова Любов Петрівна           | 02.11.2010            | середня            | член Комуністичної партії України             | пенсіонер                                                                             |
| 10                                   | Збукер Ганна Василівна             | 02.11.2010            | середня            | член Комуністичної партії України             | пенсіонер                                                                             |
| 32                                   | Швець Сергій Григорович            | 02.11.2010            | середня            | позапартійний                                 | Робітник, тОВ Будівельнотехнологічної системи                                         |
| Партія регіонів                      |                                    |                       |                    |                                               |                                                                                       |
| 3                                    | Науменко Наталія Іванівна          | 02.11.2010            | вища               | член Партії регіонів                          | Циркунівська сільська рада, секретар                                                  |
| 5                                    | Ключка Володимир Іванович          | 02.11.2010            | вища               | член Партії регіонів                          | пенсіонер                                                                             |
| 6                                    | Говорун Володимир Федорович        | 02.11.2010            | вища               | член Партії регіонів                          | пенсіонер                                                                             |
| 11                                   | Ганічев Валерій Михайлович         | 02.11.2010            | вища               | член Партії регіонів                          | Дорвідділ, механік                                                                    |
| 12                                   | Зерніцина Валентина Володимирівна  | 02.11.2010            | вища               | член Партії регіонів                          | Циркунівська сільська рада, діловод                                                   |
| 13                                   | Сапаленко Олександр Андрійович     | 02.11.2010            | середня            | член Партії регіонів                          | тимчасово не працює                                                                   |
| 15                                   | Петров Руслан Михайлович           | 02.11.2010            | вища               | член Партії регіонів                          | приватний підприємець                                                                 |
| 18                                   | Близнюк Анатолій Іванович          | 02.11.2010            | середня            | член Партії регіонів                          | приватний підприємець                                                                 |
| 20                                   | Зимогляд Анатолій Павлович         | 02.11.2010            | середня            | член Партії регіонів                          | Електромаш, електрик                                                                  |
| 21                                   | Бондаренко Сергій Вікторович       | 02.11.2010            | вища               | член Партії регіонів                          | Фірма Госпром, заступник директора                                                    |
| 22                                   | Хоменко Тетяна Семенівна           | 02.11.2010            | вища               | позапартійна                                  | Циркунівська загальноосвітня школа, вчитель                                           |
| 23                                   | Косенко Сергій Миколайович         | 02.11.2010            | середня            | член Партії регіонів                          | ПП"Васильченко", водій                                                                |
| 25                                   | Правда Лариса Миколаївна           | 02.11.2010            | середня спеціальна | член Партії регіонів                          | Приватний Підприємецьз нерухомості, економіст                                         |
| 26                                   | Правда Олександр Павлович          | 27.12.2010            | вища               | член Партії регіонів                          | ТОВ «Інтербуд», заступник директора                                                   |
| 28                                   | Пастушенко Юрій Вікторович         | 02.11.2010            | вища               | член Партії регіонів                          | пенсіонер                                                                             |
| 29                                   | Левіна Марина Олексіївна           | 02.11.2010            | вища               | член Партії регіонів                          | Аптека ТОВ «Титан»2, завідувачка                                                      |
| Політична партія «Сильна Україна»    |                                    |                       |                    |                                               |                                                                                       |
| 24                                   | Квашин Олександр Сергійович        | 02.11.2010            | вища               | позапартійний                                 | ТОВ «Сібкон салтінг», директор                                                        |
| 27                                   | Бочарніков Вадим Вікторович        | 02.11.2010            | вища               | член Політичної партії «Сильна Україна»       | ТОВ"Метро Медіа", регіональний керівник                                               |
| 30                                   | Вензель Олександр Семенович        | 02.11.2010            | вища               | позапартійний                                 | ХРУДСФУдержавний фонд сприяння молодіжному житловому будівництві, заступник директора |
| Самовисування                        |                                    |                       |                    |                                               |                                                                                       |
| 1                                    | Бочарніков Микола Єгорович         | 02.11.2010            | середня            | позапартійний                                 | тимчасово не працює                                                                   |
| 2                                    | Заїка Ігор Вікторович              | 02.11.2010            | вища               | член Партії регіонів                          | тимчасово не працює                                                                   |
| 8                                    | Вовк Микола Анатолійович           | 02.11.2010            | вища               | позапартійний                                 | м. П.ВасиХНТУСГ іленка, асистент                                                      |
| 9                                    | Дальнікова Ніна Валентинівна       | 02.11.2010            | вища               | член Всеукраїнського об'єднання «Батьківщина» | ТОВ"Відродження ", бухгалтером                                                        |
| 14                                   | Попенко Ганна Петрівна             | 02.11.2010            | середня спеціальна | позапартійна                                  | пенсіонер                                                                             |
| 16                                   | Ігнатов Михайло Володимирович      | 02.11.2010            | середня спеціальна | позапартійний                                 | пенсіонер                                                                             |
| 17                                   | Гасай Костянтин Володимирович      | 02.11.2010            | вища               | позапартійний                                 | приватний підприємець                                                                 |
| 19                                   | Наливайко Микола Олексійович       | 02.11.2010            | середня спеціальна | позапартійний                                 | тимчасово не працює                                                                   |
| 31                                   | Львова Раїса Петрівна              | 02.11.2010            | вища               | член Партії регіонів                          | пенсіонер                                                                             |